# Дмитриевич, Владимир
Влади́мир Дмитрие́вич (28 марта 1934, Скопье — 28 июня 2011, Арм) — франко-швейцарский книгоиздатель и книготорговец сербского происхождения.

## Биография
Родился в семье часовщика. В 1939 году вместе с семьёй переехал в Белград. В 1954 году сбежал в Швейцарию. Учился в Университете Невшателя, изучал русский язык под руководством Д. Н. Стремоухова. Работал в книжном магазине «Payot» в Лозанне.
В 1966 году основал издательство «L'Age d’homme», в котором работал вместе с Жаком Катто и Жоржем Нива.
Погиб в автомобильной катастрофе в Кламси, по дороге из Лозанны в Париж.